# Ломан, Джуди
Джуди (Джудит Энн) Ломан (англ. Judy (Judith Ann) Loman, урожд. Ледерман, англ. Leatherman) — современная американская и канадская арфистка, композитор-аранжировщик и музыкальный педагог. Первая арфа Торонтского симфонического оркестра с 1959 по 2002 год, лауреат премии «Джуно» за лучший классический альбом в исполнении солиста или камерного ансамбля (1979), кавалер ордена Канады.

## Биография
Родилась в 1936 году в Гошене (Индиана). С 1947 года училась игре на арфе у известного исполнителя Карлоса Сальседо в Кэмдене (штат Мэн), а затем в Кёртисовском институте музыки в Филадельфии, который окончила в 1956 году. В том же году вышла замуж за трубача Джозефа Умбрико. В 1957 году некоторое время входила в состав Ансамбля арфистов Сальседо, но в том же году переехала в Торонто.
В 1959 году стала первой арфой Торонтского симфонического оркестра и сохраняла это место до 2002 года. В 1965 году гастролировала с этим коллективом в Европе, в 1979 году участвовала в турне по США и Канаде и в 1987 году — в турне по северу Канады и Арктике. Выступала как солистка также с Филармоническим оркестром Калгари, Эдмонтонским симфоническим оркестром, Ванкуверским оркестром CBC и хором Festival Singers of Canada. Выступала также соло и с камерными ансамблями (в том числе Орфордским струнным квартетом).
Среди произведений, исполнявшихся Ломан, — премьеры Концерта для арфы с оркестром Р. Мюррея Шафера, написанного специально для Ломан (1988, с Торонтским симфоническим оркестром), пьес Шафера Crown of Ariadne (1979) и Theseus (1986, с Орфордским квартетом), «15 пьес для арфы» Джона Вейнцвейга (1986) и пьесы Tanzmusik Глена Бера (1987, приз ежегодного конкурса комппозиторов Американского общества арфистов в Питтсбурге). Премьерная запись Crown of Ariadne принесла исполнительнице премию «Джуно» за лучший классический альбом в исполнении солиста или камерного ансамбля и Grand prix du disque от Канадского совета по искусству.
Неоднократно участвовала в жюри конкурсов и фестивалей, в том числе Международного конкурса арфистов в Израиле (1985), Международного конкурса арфистов в США (1989) и ежегодных конкурсов исполнителей Американского общества арфистов. С 1966 года преподавала в Торонтском университете. В 1977 году учредила летний семинар арфистов в Фенелон-Фолз (Онтарио). Среди учениц Ломан — Джанетта Бэрил, Нора Буманис, Сара Дэвидсон, Эрика Гудман и Элизабет Вольпе. В 2002 году покинула Торонтский симфонический оркестр, чтобы сосредоточиться на работе в Торонтском университете, Кёртисовском институте и Королевской музыкальной консерватории в Торонто. При этом продолжала сольные выступления, в частности выпустив сборник собственных аранжировок в 2007 году на лейбле Marquis Music, а в 2010 году, совместно с сопрано Моникой Уичер, альбом Lullabies & Carols for Christmas на лейбле Naxos.

## Награды
- «Джуно» за лучший классический альбом в исполнении солиста или камерного ансамбля (1979, Crown of Ariadne Р. М. Шафера)
- Grand prix du disque Совета Канады (Crown of Ariadne)
- Орден Канады (2015)[2]